# Marguerite Cassan
Pour les articles homonymes, voir Cassan.
Marguerite Cassan (Marguerite Jeanne Hélène Cassan), née à Nice (Alpes-Maritimes) le 28 mars 1923 et morte à Créteil (Val-de-Marne) le 22 avril 1989, est une comédienne, scénariste et écrivaine française.

## Filmographie

### Cinéma
- 1946 : Sylvie et le Fantôme : Marthe
- 1952 : Les Sept Péchés capitaux : Isabelle Signac
- 1959 : Le Déjeuner sur l'herbe : Mme Odile Poignant
- 1970 : La Rupture : Émilie Régnier

#### Scénariste
- 1974 : Le Troisième Cri

### Télévision
- 1964 : Les Cinq Dernières Minutes : Fenêtre sur jardin de Claude Loursais : Mathilde Goujon
- 1966 : Les Cinq Dernières Minutes de Claude Loursais, épisode Pigeon vole : Louise Landry
- 1970 : Le Petit Théâtre de Jean Renoir (II – La Cireuse électrique): Émilie
- 1974 : Chéri-Bibi de Jean Pignol : Sœur Sainte-Marie des Anges
- 1976 : Comme du bon pain, série télévisée de Philippe Joulia, Mlle Mignon

## Fictions radiophoniques

### Autrice
- Le Désert à deux faces ; Fahel (Théâtre de l’Étrange, réalisation Claude Roland-Manuel, 1965)
- Coup de foudre (Théâtre de l’Étrange, réalisation Claude Roland-Manuel, 1967)

et de nombreuses adaptations et interprétations (par exemple de Pierre Boulle) pour Le Théâtre de l’Étrange (réalisation de Claude Roland-Manuel) et Les Maîtres du mystère de Pierre Billard et Germaine Beaumont

## Publications
- Histoires à côté, Nouvelles, Préface de Pierre Boulle, Robert Laffont, 1963